# Vatroslav Mihačić
Vatroslav Mihačić (Zagreb, 30. rujna 1967.), ravnatelj je Nogometne akademije HNS i bivši hrvatski nogometni vratar i kondicijski te trener vratara hrvatske nogometne reprezentacije

## Vratarska karijera
Obitelj Vatroslava Mihačića podrijetlom je iz Postira s otoka Brača. Odrastao je u Sinju, gdje je i započeo igračku karijeru u NK Junaku. Profesionalni je nogomet započeo igrati u splitskom Hajduku, s kojim je osvojio posljednji odigrani jugoslavenski Kup maršala Tita (1990./91.), dva hrvatska prvenstva (1992. i 1993./94.), jedan kup (1992./93.), te dva superkupa (1992. i 1993.).
Prvu utakmicu za prvu momčad Hajduka branio je u pobjedi 3:0 protiv Osijeka u jugoslavenskom prvenstvu 21. listopada 1990.
Statistika u Hajduku
| Natjecanje        | Nastupi | Zgoditci |
| ----------------- | ------- | -------- |
| Prvenstvo         | 61      | 0        |
| Kup               | 14      | 0        |
| Superkup          | 2       | 0        |
| Međunarodne       | 2       | 0        |
| Splitski podsavez | 0       | 0        |
| Ukupno            | 79      | 0        |
| Prijateljske      | 90      | 0        |
| Sveukupno         | 169     | 0        |

Dio svoje igračke karijere (1988. – 1990.), je kao igrač Hajduka proveo i u NK Primorcu iz Stobreča. Nakon pet godina na vratima HNK Hajduk karijeru je nastavio na vratima Neretve iz Metkovića u njezinoj jedinoj prvoligaškoj sezoni (1994./95.), odakle je otišao u portugalski Gil Vicente. U Gil Vincenteu je branio četiri sezone, dvije u prvoj i dvije u drugoj portugalskoj ligi. U posljednjoj godini koju je proveo u Portugalu Gil Vicente je bio prvak druge portugalske lige – Lige da Onra. Nakon toga vraća se u Hrvatsku gdje još dvije sezone brani za NK Zagrebu u kojem se oprašta od aktivne golmanske karijere i prelazi u trenere.

### Klupski uspjesi
HNK Hajduk Split
- Jugoslavija:

- Kup maršala Tita (1): 1990./91.
- Hrvatska:

- Prva hrvatska nogometna liga (2): 1992. i 1993./94.
- Hrvatski nogometni kup (1): 1992./93.
- Hrvatski nogometni superkup (2): 1992. i 1993.
Gil Vicente Futebol Clube
- Portugal:

- Druga portugalska liga (1): 1998./99.

## Nogometna akademija HNS
Nakon nogometne karijere posvećuje se trenerskom pozivu. 1993. godine je, još kao aktivni nogometaš, završio Kineziološki fakultet u Splitu. 2002.godine završava prvu generaciju UEFA PRO trenera Nogometne akademije HNS te specijalizaciju za kondicijskog trenera na Kineziološkom fakultetu u Zagrebu. Od 2004. godine do danas, ravnatelj je Nogometne akademije HNS koja je među prvim potpisnicama Uefine trenerske konvencije (UEFA Coaching Convention) te je ovlaštena za osposobljavanje trenera prema Uefinim standardima s UEFA PRO, A i B trenerskim licencama. U međuvremenu je nagrađivan kao kondicijski nogometni trener i trener nogometnih vratara.

## Trenerska karijera
Kao kondicijski trener počeo je u NK Zagrebu (2001. – 2002.) gdje kao trener u stožeru Zlatka Kranjčara osvaja nacionalno prvenstvo. Kao kondicijski trener i trener vratara član je stručnih stožera na tri uspješna kvalifikacijska ciklusa s hrvatskom nogometnom reprezentacijom koja su završila sudjelovanjem na EP u Portugalu 2004. godine s izbornikom Ottom Barićem, na SP u Njemačkoj 2006. godine s izbornikom Zlatkom Kranjčarem, te na SP u Brazilu 2014. s izbornikom Nikom Kovačem. Nakon toga prvenstva isti stožer je nastavio i u kvalifikacijama za EP u Francuskoj 2016. godine, ali je smijenjen nakon poraza od Norveške u gostima, pred sam kraj kvalifikacija. Vatroslav Mihačić je kao kondicijski trener i trener vratara prije Kovačevog preuzimanja A reprezentacije bio s njim i u stožeru hrvatske mlade reprezentacije 2013. godine, jednako kao i prije toga s Draženom Ladićem i Ivom Šuškom (2006. – 2012.)

## Vanjske poveznice
- Statistika na soccerdatabase.eu
- Statistika na hrnogomet.com